# Плацид Дзівінський

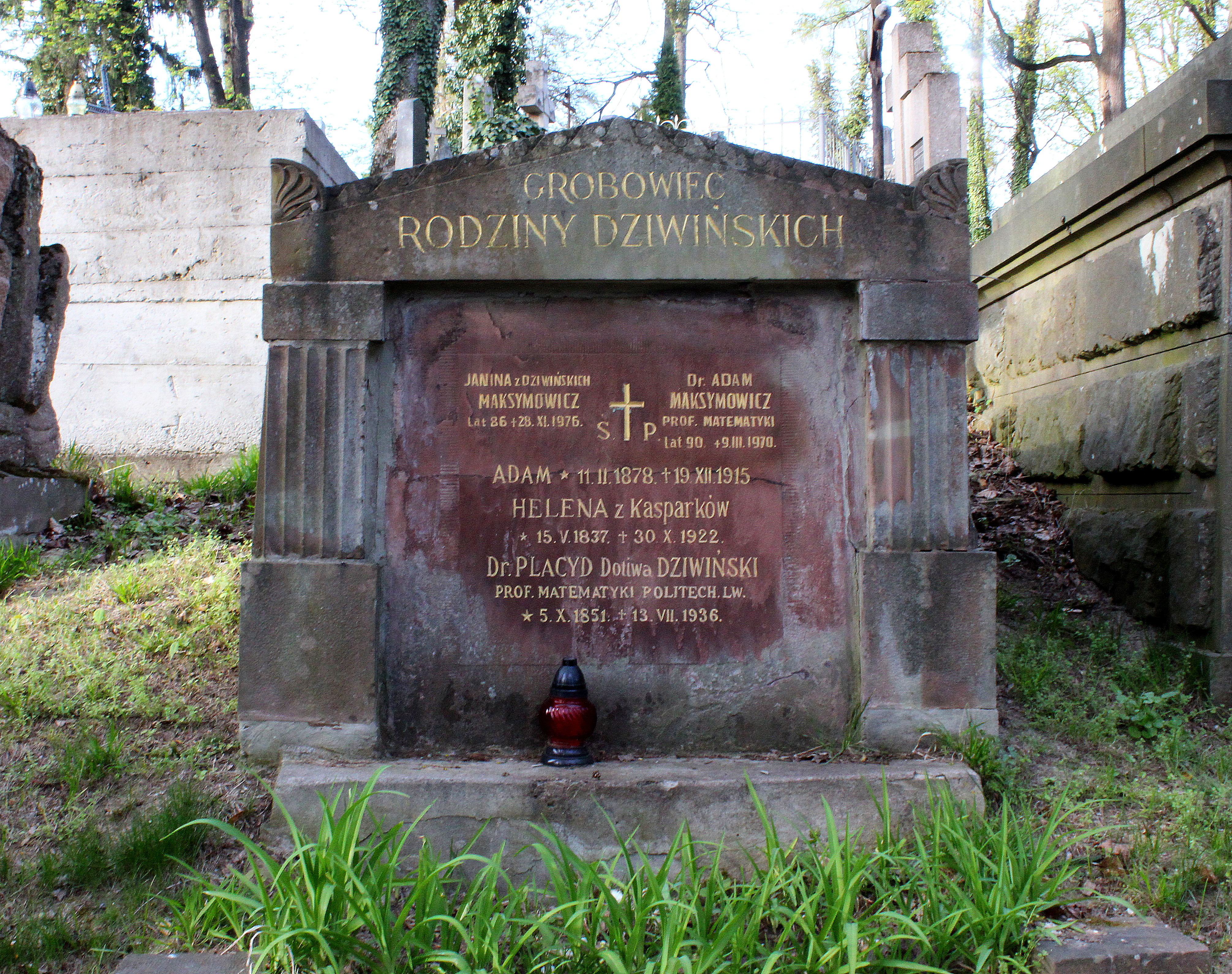

Плацид Здзіслав Дзівінський (пол. Placyd Zdzisław Dziwiński; 5 жовтня 1851, Пеньківці — 13 липня 1936, Львів) — польський математик, доцент математики, професор, декан відділу будівництва, декан відділу технічної хімії, почесний професор, ректор Львівської політехніки (1893—1894), редактор «Czasopisma Technichnego» у 1889—1894 роках, доцент нарисної геометрії у Крайовій та лісогосподарській школі та керівник метеорологічної станції та обсерваторії Політехніки. Почесний ректор Львівської політехніки (1926).

## Життєпис і діяльність
Народився у Пеньківцях Збаразького повіту, нині Тернопільський район Тернопільської області.
- У 1869 році закінчив вищу гімназію в Тернополі. Одночасно навчався у Львівському університеті на філософському відділенні та на відділі інженерії Технічної академії (1870—1874), де з 1874 року по 1877 рік був асистентом кафедри геодезії.
- З 1875 року стає доктором Львівського університету.
- У 1882—1884 роках продовжував навчання у Берлінському університеті.
- З 1884 року — викладач у реальній школі Львова та водночас викладач математики у Львівській політехніці.
- З 1885 року працює приватним доцентом, а з 1887 року — професором кафедри математики Політехнічної школи у Львові.
- Крім математики, П. Дзівінський викладав астрономію. Він деякий час керував обсерваторією і метеостанцією Політехнічної школи. Неодноразово був деканом різних відділень.
- З 1886 року — доцент математики, професор, декан відділу будівництва; у 1891/92 навчальному році — декан відділу технічної хімії.
- у 1893—1894 роках обирається ректором Політехніки й водночас працює доцентом нарисної геометрії у Крайовій і лісогосподарській школі та керівником обсерваторії іметеорологічної станції Політехніки.

Після 40-річної праці у стінах Львівської політехніки у 1925 році П. Дзівінський вийшов на пенсію, а 1926 року йому присвоїли звання почесного професора вишу.
- П. Дзівінський був активним членом Політехнічного товариства у Львові, редагував «Czasopismo Techniczne».
- У 1910—1920 роках П. Дзівінський мешкав у віллі на «хресті», що на сучасній вулиці Чупринки, 21
- Помер Плацид Дзівінський 13 липня 1936 року у Львові. Похований при алеї на полі № 15 Личаківського цвинтаря, у родинному гробівці з червоного теребовлянського каменю[3][4].

## Опубліковані праці
1. Przyczynek do teoryi stożkow stycznych do elipsoidy / P. Dziwiński. — Jarosław, 1877. — 15 s.
2. Powierzchnia falowa Fresnela ze stanowiska geometrycznego / P. Dziwiński. — Jaroslaw, 1878. — 40 s.
3. Ogólne zrównanie walców i stożków do dowolnej stycznych powierzchni drugiego stopnia w układzie ukośnokątnym na podstawie symbolów prof. Żmurki / P. Dziwiński. — Jaroslaw, 1880. — 23 s.
4. Liczby kierunkowe, ich znaczenie i zastosowanie w matematyce / P. Dziwiński. — Jaroslaw, 1882. — 60 s.
5. Krótki rys teoryi funkcyi peryodycznych jednej zmiennej / P. Dziwiński. — Lwów, 1885. — 52 s.
6. Przyczynek do teorji stożków stycznych do powierzchni drugiego stopnia / P. Dziwiński // Sprawozdania Dyrekcyi szkoły realnej w Jaroslawiu. — 1877; Idem. — Jaroslaw, 1885. — 15 s.
7. Matematyka. Kurs 1: podług wykładów / P. Dziwiński. — Lwów, 1886—1887. — Autografi a.
  1. Cz. 1. Analiza elementarna. — 243 s.
  2. Cz. 2. Geometrya analityczna. — 152 s.
  3. Cz. 3. Zasady algebry wyzszej. — 120 s.
  4. Cz. 4. Zasady analizy wyzszej. — 304 s.
  5. Cz. 5. Zbior wzorów. — 54 s.
8. Prawidła podzielności liczb na podstawie teoryi liczb przystających / P. Dziwiński // Sprawozdanie wyższej szkoły realnej we Lwowie. — 1886. — S. 3—16; Idem. — Lwów, 1886. — 16 s.
9. O rozkładaniu fi gur równych na elementa parami przystające / P. Dziwiński // Czas. techn. — 1887. — Rocz. 5, № 6. — S. 65—68; Idem. — Lwów, 1887. — 16 s.
10. Glówne twierdzenia i wzory analizy wyższej kursu 1 i 2 na podstawie wykladów w 1887/8 rr.: 2 części / P. Dziwiński. — Lwów, 1888—1889. — Autografi a. — Cz. 1. — 208 s.; Cz. 2. — 240 s.